# Cyrtopodium macrobulbum
Cyrtopodium macrobulbum là một loài thực vật có hoa trong họ Lan. Loài này được (Lex.) G.A.Romero & Carnevali mô tả khoa học đầu tiên năm 1999.